# جونینیو کابرال
جونینیو کابرال (به پرتغالی: Jacinto Júnior Conceição Cabral) مهاجم اهل برزیل است که در شهر Laguna Carapã و در تاریخ ۱۰ مارس ۱۹۹۲ به دنیا آمده‌است.
جونینیو کابرال در تیم‌های فوتبال Desportivo Brasil سابقهٔ حضور دارد.